# Plagiotremus spilistius
Plagiotremus spilistius és una espècie de peix de la família dels blènnids i de l'ordre dels perciformes.

## Morfologia
- Els mascles poden assolir 17,4 cm de longitud total.[1]

## Reproducció
És ovípar.

## Hàbitat
És un peix marí de clima tropical que viu entre 46-70 m de fondària.

## Distribució geogràfica
Es troba a Irian Jaya (Indonèsia), les Filipines, la Xina, el Vietnam i Tailàndia.